# Trận Uji (1180)
Trận Uji lần thứ nhất nổi tiếng và quan trọng vì mở đầu cho Chiến tranh Genpei. Đầu năm 1180, Hoàng tử Mochihito, người được gia tộc Minamoto ủng hộ lên ngôi, bị quân đội Taira đuổi đến Mii-dera, ngôi chùa ở ngoại ô Kyoto. Do có sự can thiệp của các nhà sư Mii-dera có cảm tình với nhà Taira, quân đội Minamoto đến quá muộn để giúp phòng ngự ngôi chùa. Minamoto no Yorimasa dẫn Hoàng tử Mochihito, cùng với quân đội Minamoto và một số tăng binh từ Mii-dera, xuống phía Nam đến Nara.
Họ vượt qua sông Uji, ở ngay ngoài Byodoin (Bình Đằng Viện), và phá cây cầu ở sau mình để cản quân Taira không đuổi theo mình. 3 tăng binh đặc biệt được kể tên trong Heike Monogatari: Gochin no Tajima, Tsutsui Jomyo Meishu, và Ichirai Hoshi. 3 người này, cùng với các tăng binh khác của Mii-dera, chiến đấu với cung tên, rất nhiều kiếm và dao găm, và naginata.
Tuy nhiên, quân đội nhà Taira bắt đầu lội quan khúc cạn dòng sông, và bắt kịp quân Minamoto. Yorimasa cố giúp Hoàng tử chạy trốn, nhưng bị trúng tên. Ông mổ bụng tự sát (seppuku), mở đầu tiền lệ lễ nghi thà tự sát còn hơn đầu hàng, sẽ được ca ngợi trong Chiến tranh thế giới II. Đây là sự kiện đầu tiên được biết đến về loại seppuku này. Hoàng tử bị bắt và bị nhà Taira sát hại ít lâu sau đó.